# معركة تاقرفت (فلم)
معركة تاقرفت  هو فيلم ليبي يجسد معركة تاقرفت، وهي معركة من معارك الجهاد الليبي حدثت عام 1928 ضد الغزو الإيطالي، وهي من المعارك المهمة رغم أنها انتهت بنتصار الإيطاليين.

## قصة الفيلم
تواجه قوات المجاهدين بأسلحتهم البسيطة، أن تواجه الإيطاليين بأسلحتهم المتطورة. ويتكبد الإيطاليون خسائر فادحة في المواجهة التي حدثت بينهم في معركة تاقرفت.

## وصلات خارجية
- مقالات تستعمل روابط فنية بلا صلة مع ويكي بيانات
- معركة تاقرفت على موقع كاروهات